# Mademoiselle C.
Pour plus de détails, voir Fiche technique et Distribution.
Mademoiselle C. est un film documentaire français écrit et réalisé par Fabien Constant, sorti en 2013.

## Synopsis
Le documentaire retrace neuf mois de lancement du magazine CR Fashion Book en suivant Carine Roitfeld.

## Fiche technique
- Titre : Mademoiselle C.
- Réalisation : Fabien Constant
- Pays d'origine :  France
- Genre : Film documentaire, Film biographique
- Langue : français, anglais
- Date de sortie : 16 octobre 2013
- Durée : 1 h 32

### À noter
- Carine Roitfeld précise à propos de ce documentaire que celui-ci a été fait au moment du premier numéro de son magazine CR Fashion Book, « par hasard », et que ce reportage est très « personnel »[1].

## Réception critique
L'accueil critique a été majoritairement négatif. Les reproches les plus courants adressés au film sont son absence de distance avec le sujet, son manque de dramaturgie, sa superficialité et son caractère strictement promotionnel voire hagiographique. 

### En France
Télérama qualifie le portrait de la styliste d'« hagiographique », déplorant que le cinéaste soit resté « trop fasciné par le vernis bling-bling des mondanités. » Libération reprend également le mot « hagiographique », souligne le manque de distance sur Carine Roitfeld et pointe la superficialité du projet (le film « utilise des signifiants clairs pour faire passer un message guère compliqué » ; « loin d’être communicative, l’admiration de Fabien Constant tend plutôt à prouver la vacuité d’une telle dénomination [le statut « iconique » de Roitfeld] »). Pour le quotidien, le film échoue à rendre compte du rôle que Carine Roitfeld a joué dans l'univers de la mode :

« Il aurait fallu faire preuve de pédagogie, expliquer en quoi son style porno chic a été novateur lors de son règne de dix ans à Vogue. Montrer son travail des années 90 et 2000 et, en comparaison, la pâleur des autres rédactrices de mode actuelles. Mademoiselle C. se contente du présent et évite les terrains glissants, ou les recouvre de guimauve. »

Mêmes reproches pour Le Monde :

« Le portrait de Mademoiselle C. par Fabien Constant est un travail au premier degré, illustrant à chaque instant une proximité fusionnelle avec la dame et tout ce qu'elle peut dire ou faire. »

Le quotidien remarque la vacuité du monde représenté, dont les soucis et les préoccupations restent très mineurs, et qui se complaît dans la célébration de soi : « telle que la montre Fabien Constant, celle qui se définit comme une « rêveuse » paraît limiter son rêve à un très petit monde de privilégiés. Et sa cour d'applaudir à chaque pas, tandis que Fabien Constant, qui pense faire un film, ne fait que tendre un miroir. »
Le Nouvel Observateur qualifie le film de « beaucoup trop courtisant ». Studio Ciné Live déplore un film « sans aucune distance ni aspérités », pas loin de l'« auto-promotion ».
Les rares critiques positives soulignent un portrait « touchant, sincère, parfois drôle » (Le Figaro).

### Aux États-Unis
Le magazine américain The Hollywood Reporter reproche lui aussi la superficialité du point de vue, qualifiant le film — qui est destiné à un public déjà « converti » — de « promotionnel » et d'« anecdotique ». En cause, notamment : une absence d'élan narratif et une certaine vacuité (le film ne révélant rien de très particulier sur son sujet).  Le New-York Times souligne l'esprit du film, son regard sur le marché de la mode et la manière dont les gens s'y définissent en s'inventant eux-mêmes, mais le journal pointe le relâchement de la structure narrative, sautant d'un sujet à un autre, si bien que l'expérience tient plus du feuilletage de magazine. Le San Francisco Chronicle qualifie le film de « peu intéressant ». Le Los Angeles Times déplore le manque d'enjeux dramatiques. Le New York Post remarque que la manière dont Roitfeld est vénérée par le milieu de la mode est quelque chose de rafraîchissant à voir mais que le film ne s'adresse qu'aux initiés, et que ce que l'on nous y montre ne peut passionner que les gens de la mode.

### Au Royaume-Uni
The Guardian qualifie le film de « vivant » mais aussi d'« exaspérant » dans son « manque de curiosité » et son « obséquiosité ». Pour le journal, le film survole son sujet.[réf. souhaitée]